# Huerteales
Huerteales es uno de los 17 órdenes del gran grupo Rosidae en el sistema de clasificación APG III.
Contiene tres pequeñas familias: Dipentodontaceae, Gerrardinaceae y Tapisciaceae de arbustos o pequeños árboles que habitan la mayoría de las regiones tropicales y templadas.
Todos los miembros son plantas leñosas con hojas alternas de márgenes dentados. Las inflorescencias son cimosas, aunque pueden ser casi racemosas o umbeliformes. La base del cáliz, corola y estambres están fusionados formando un hipantio, en algunos casos muy corto. El ovario es unilocular, al menos en la parte superior, con uno o dos óvulos por carpelo.